# غابرييل بروسر
غابرييل بروسر (بالإنجليزية: Gabriel)‏ (1776م - 10 أكتوبر 1800م) هو زعيم زنجي أمريكي، قام بأول ثورة للسود (30 أغسطس 1800م) في التاريخ الأمريكي، وكان هدفه إنشاء وإقامة دولة سوداء للسود في ولاية فرجينيا. أخفق غابرييل ومعه 34 من رفاقه، فأعدموا جميعاً.